# 西里西亚门站
西里西亚门站（德語：U-Bahnhof Schlesisches Tor）是德国柏林地铁的一个车站，位于腓特烈斯海因-克罗伊茨贝格，途经的线路有柏林地铁1号线、3號線。
在柏林分治期间，西里西亚门站是西柏林地铁1号线的终点站，而现在的终点站华沙大街站位于东柏林境内，当时处于停用状态。
车站名称来自西里西亚门（因通往西里西亚的路穿门而过而得名）。